# Зарывнов, Иван Алексеевич
Иван Алексеевич Зарывнов — 1-й гильдии купец, предприниматель, меценат и потомственный почётный гражданин Оренбурга.

## Биография
Иван Алексеевич родился в семье жителя Горбатовского уезда (Нижегородская губерния) Алексея Ивановича Зарывнова. В конце 1860-х годов его отец был купцом и торговал в Оренбурге чаем, имев при этом свою мануфактуру. Изначально он занимался торговлей только на ярмарках, но позже эта деятельность стала основной. Под конец XIX века на своей фабрике Алексей Иванович имел две паровые мельницы, кожевенное предприятие в Оренбурге и десять торговых точек в различных городах Российской империи. Позже эта фабрика стала первой в городе по обороту денежный средств, который достигал примерно 2 млн рублей.

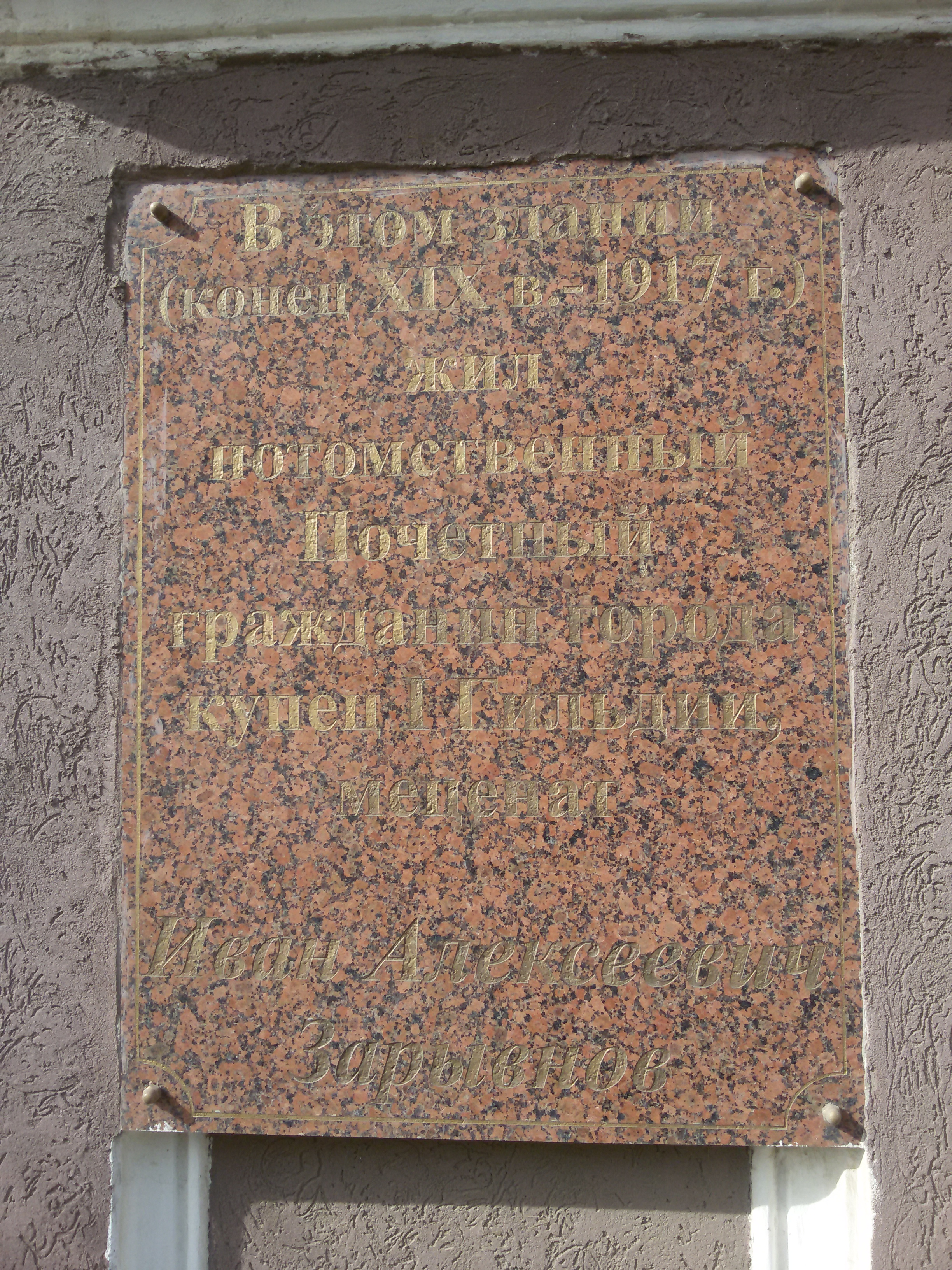
На доме купца по адресу Хлебный 2

Иван Алексеевич имел большую популярность в народе благодаря своей государственной, общественной и благотворительной деятельности. Его жена, Ираида Александровна, также была благотворительницей и оказывала разную материальную помощь бедным семьям.

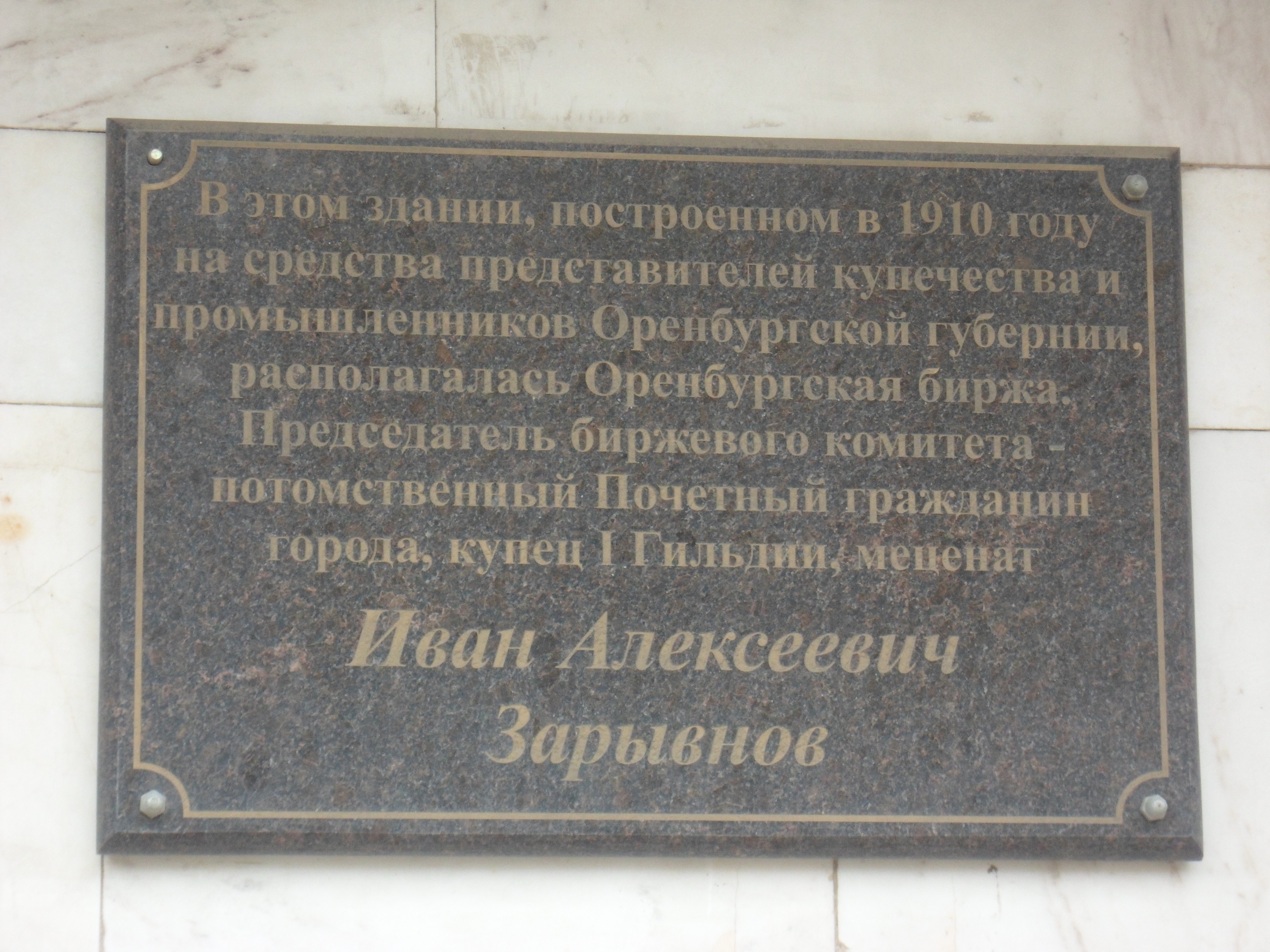
Оренбургская биржа

До начала XX века в Оренбурге не было специализированного места, где бы продавцы и покупатели получили возможность оформить сделки, которые были бы выгодны обеим сторонам. 4 марта 1906 года была основана оренбургская биржа, и именно Иван Алексеевич Зарывнов стал её первым председателем. Благодаря ему была издана книга «Бюллетени Оренбургской биржи».
Помимо этого И. А. Зарывнов довольно продолжительное время избирался гласным городской думы Оренбурга. Многие коллеги Ивана Алексеевича выдвигали его и на пост главы города, однако тот отказывался.

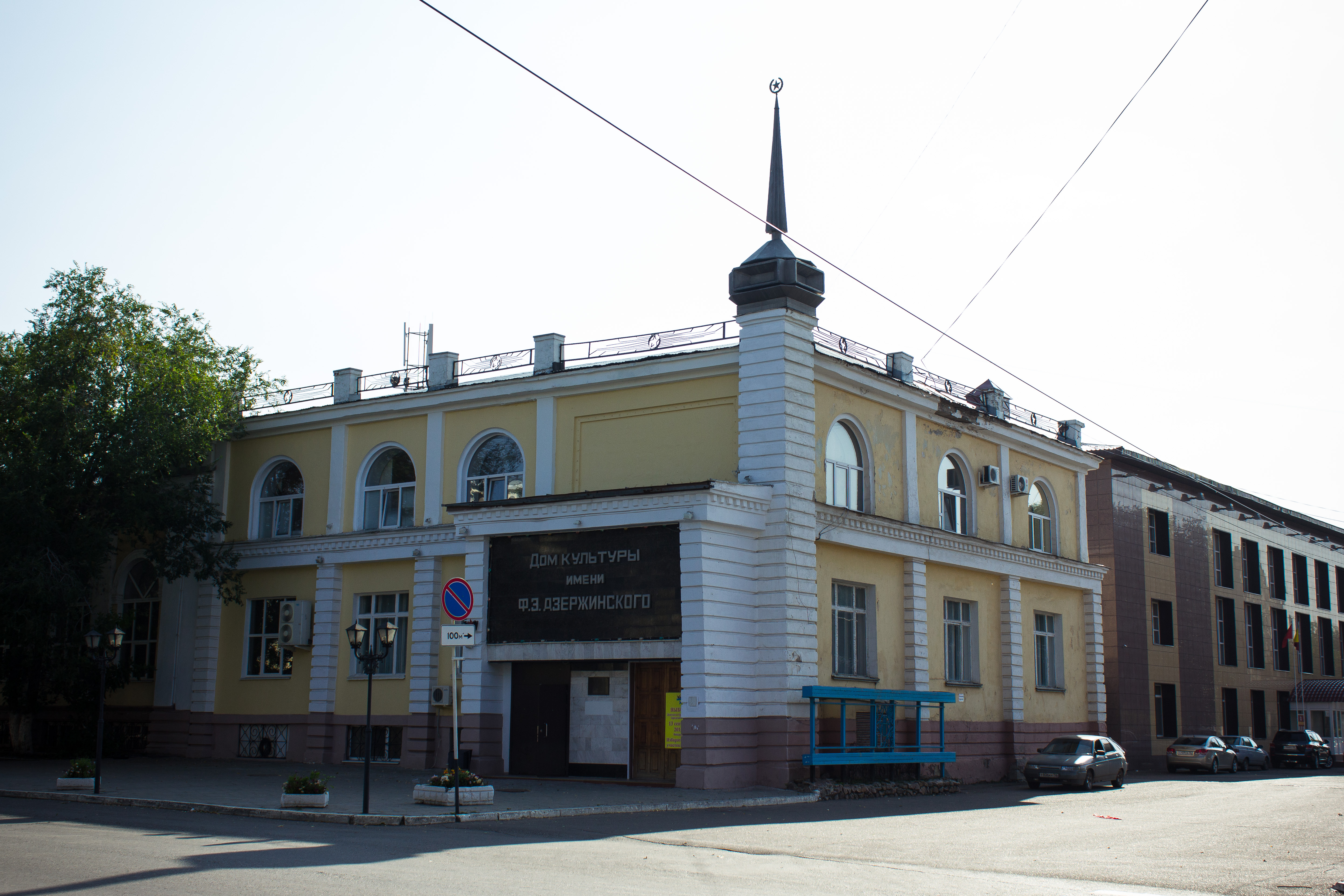
Здание биржи

В 1907 году Иван Алексеевич предложил городской думе отвести ему участок земли, для того чтобы он смог построить здание на 300 человек, и предназначался бы он как «ночлежский дом». Единогласно городская дума одобрила предложение и выразила И. А. благодарность, предоставив 400 кв. сажен земли бесплатно. К 1910 году здание было построено.
В 1910 году коллегия из городской думы обратилась к МВД с просьбой присвоить И. А. Зарывнову звание почётного гражданина. 7 июня 1910 года. Император Всероссийский Николай II удовлетворил ходатайство и подписал указ о награждении купца Ивана Алексеевича Зарывнова званием почётного гражданина.
Вскоре началась Первая мировая война, и Иван Алексеевич вошёл в состав оренбургского губернского отдела общества попечения о мигрантах. В это общество также вошёл губернатор и вице-губернатор губернии. Помимо этого И. А. активно вкладывал деньги в Дом трудолюбия, который помогал бездомным, больницам и иным учреждениям, в том числе тюрьмам.
В 1866 году Иван Алексеевич Зарывнов учредил фирму «А. Зарывнов с сыновьями» в Оренбурге.
Чуть позже 31 декабря 1897 года эта фирма вошла в состав Торгового дома в стиле товарищества. Этот Торговый дом учредили сыновья Иван, Фёдор, Яков и сам Алексей Иванович. Весь капитал А. И. Зарывного 1 января 1898 года был передан Торговому дому, и его сыновья стали членами-распорядителями.
Предприятие специализировалось на продаже различных товаров: чая, сахара. Всё производство шло под правительственным контролем, однако само предприятие не было государственным. Мануфактура имела в собственности и несколько паровых мельниц:
- Просообдирочная — использовалась для производства пшена;
- Мукомольная — предназначалась для простого и качественного размола.

Примерно с 1902 по 1905 год предприятие входило в товарищество-объединение по выработке пшена. Иван Алексеевич Зарывнов был выбран в качестве председателя правления этого товарищества.
А. Зарывнов беспокоился о нищих и малозарабатывающих людей, поэтому создал так называемую «кассу взаимопомощи» на базе своего Торгового дома, которая помогала нуждающимся людям, получающим менее 50 рублей в месяц, дополнительным денежными взносами. Позже была переименована в ссудно-сберегательную кассу служащих фирмы. Проект начался с 1 сентября 1906 года.
В 1917 году на базе Торгового дома было основано товарищество на паях «А. И. Зарывнов сыновья». Основателями товарищества стали: купец 1-й гильдии Фёдор Алексеевич Зарывнов, коммерции советник Иван Алексеевич Зарывнов и потомственный почётный гражданин Я. А. Зарывнов.
3 мая 1917 года устав, правила и регламент нового товарищества был установлен лично Министром торговли и промышленности Коноваловым на основании Временного правительства.